# Килти, Довиле
Довиле Килти (урождённая Дзиндзалетайте; род. 14 июля 1993) — литовская легкоатлетка, выступающая в прыжках в длину и тройном прыжке. Серебряный медалист чемпионата мира по лёгкой атлетике среди юниоров 2012 года. Чемпионка Литвы 2020 года. Бронзовый призёр чемпионата Литвы 2010 года в тройном прыжке.	

## Биография
Дзиндзалетайте родилась в Шяуляе. Она представляла Литву на летних юношеских Олимпийских играх 2010 года в Сингапуре. Её личный рекорд в тройном прыжке также и национальный рекорд Литвы — 14,17 метра, достигнутый на чемпионате мира среди юниоров 2012 года по лёгкой атлетике, а затем 15 июня 2019 года на командном чемпионате Балтии — 14,26 м. Её личный рекорд в прыжках в длину — 6,08 метра, достигнутый на чемпионате города Шяуляй 2012 года.
Дзиндзалетайте с 2017 года замужем за британским спринтером Ричардом Килти, с которым познакомилась в Лондоне во время встречи Бриллиантовой лиги ИААФ. У них есть сын Ричард-младший. Из-за беременности Довиле пришлось пропустить Олимпийские игры 2016 года.